# Дукас, Харис
Харис Дукас (греч. Χάρης Δούκας; род. 12 мая 1980, Афины) — греческий государственный и политический деятель. Инженер-механик и профессор по энергетической политике и менеджмента Школы электротехники и вычислительной техники Афинского политехнического университета. С 1 января 2024 года является мэром Афин, сменив Костаса Бакоянниса.

## Биография
Его область специализации связана с разработкой систем поддержки принятия решений для энергетической и климатической политики, ставя человеческий фактор в основу процессов моделирования и разработки политики в области устойчивого развития.
Имеет более 150 научных публикаций в международных научных журналах с рецензентами в вышеупомянутых областях, является соавтором греческой книги «Модели принятия решений по множественным критериям для энергетических и экологических систем», соредактором открытого доступ к книге «Понимание рисков и неопределенностей в энергетической и климатической политике: междисциплинарные методы и инструменты для низкоуглеродного общества» и соавтор книги на английском языке: «Multicriteria Portfolio Construction with Python». Кроме того, является заместителем редактора Международного журнала операционных исследований и генеральным секретарём Греческого общества операционных исследований (HELORS).
Участвует в качестве эксперта в Мировом энергетическом совете, где получил персональную награду за свой вклад. 3 августа 2023 года стал участвовать в качестве кандидата на выборах на должность мэра Афин от партии «Афины сейчас» и при поддержке «ПАСОК — Движение перемен» и «Вольт Греции». Во втором туре его поддержала также «СИРИЗА — Прогрессивный альянс». Выступал за превращение Афин в «зелёный город». Его кампания увенчалась успехом: во втором туре одержал победу над действующим мэром Костасом Бакояннисом с 55,96% голосов против 44,04% у оппонента (при том, что в первом туре было 14,19% на 41,35%).